# Liste des intercommunalités d'Ille-et-Vilaine
Au 1er janvier 2020, le département d'Ille-et-Vilaine compte 18 établissements publics de coopération intercommunale à fiscalité propre dont le siège est dans le département (4 communautés d'agglomération et 13 communautés de communes), dont deux qui sont interdépartementaux. 

## Carte
| | Liste des pays et des intercommunalités |
| Pays de Saint-Malo (Ille-et-Vilaine et Côtes-d'Armor) - Communauté de communes Côte d'Émeraude (six communes en Ille-et-Vilaine et deux dans les Côtes-d'Armor) - Saint-Malo Agglomération - Communauté de communes du pays de Dol et de la baie du Mont-Saint-Michel - Communauté de communes Bretagne Romantique Pays de Fougères - Fougères Agglomération - Couesnon Marches de Bretagne (cc) Pays de Brocéliande - Montfort Communauté (cc) - Communauté de communes de Brocéliande - Communauté de communes Saint-Méen Montauban | Pays de Rennes - Rennes Métropole - Pays de Châteaugiron Communauté (cc) - Liffré-Cormier Communauté (cc) - Communauté de communes du Val d'Ille-Aubigné Pays de Vitré - Vitré Communauté (ca) - Roche aux Fées Communauté (cc) Pays des Vallons de Vilaine - Bretagne Porte de Loire Communauté (cc) - Vallons de Haute-Bretagne Communauté (cc) Pays de Redon - Bretagne Sud (Ille-et-Vilaine, Loire-Atlantique et Morbihan) - Redon Agglomération (douze communes en Ille-et-Vilaine, huit en Loire-Atlantique et onze dans le Morbihan) |

## Intercommunalités à fiscalité propre
| Forme juridique            | Nom                                                  | no SIREN  | Date de création | Nombre de communes      | Population (der. pop. légale) | Superficie (km2) | Densité (hab./km2) | Siège                      | Président          |
| -------------------------- | ---------------------------------------------------- | --------- | ---------------- | ----------------------- | ----------------------------- | ---------------- | ------------------ | -------------------------- | ------------------ |
| Métropole                  | Rennes Métropole                                     | 243500139 | 1er janvier 2000 | 43                      | 467 858 (2021)                | 705,0            | 664                | Rennes                     | Nathalie Appéré    |
| Communauté d'agglomération | Saint-Malo Agglomération                             | 243500782 | 1er janvier 2001 | 18                      | 86 105 (2021)                 | 245,50           | 351                | Cancale                    | Gilles Lurton      |
| Communauté d'agglomération | Vitré Communauté                                     | 200039022 | 1er janvier 2002 | 46                      | 82 753 (2021)                 | 867,70           | 95                 | Vitré                      | Teddy Régnier      |
| Communauté d'agglomération | Redon Agglomération                                  | 243500741 | 29 avril 1996    | 31 (dont 12 dans le 35) | 67 212 (2022)                 | 990,90           | 68                 | Redon                      | Jean-François Mary |
| Communauté d'agglomération | Fougères Agglomération                               | 200072452 | 1er janvier 2017 | 28                      | 57 659 (2022)                 | 538,70           | 107                | La Selle-en-Luitré         | Patrick Manceau    |
| Communauté de communes     | Vallons de Haute-Bretagne Communauté                 | 200043990 | 1er janvier 2014 | 18                      | 44 618 (2021)                 | 504,40           | 89                 | Guichen                    | Thierry Beaujouan  |
| Communauté de communes     | CC du Val d'Ille-Aubigné                             | 243500667 | 31 décembre 1993 | 19                      | 38 519 (2021)                 | 297,90           | 129                | Montreuil-le-Gast          | Claude Jaouen      |
| Communauté de communes     | CC Bretagne Romantique                               | 243500733 | 6 décembre 1995  | 25                      | 36 206 (2021)                 | 440,60           | 82                 | La Chapelle-aux-Filtzméens | Loïc Régeard       |
| Communauté de communes     | Bretagne Porte de Loire Communauté                   | 200070662 | 1er janvier 2017 | 20                      | 32 530 (2021)                 | 461,90           | 70                 | Bain-de-Bretagne           | Vincent Minier     |
| Communauté de communes     | CC Côte d'Émeraude                                   | 243500725 | 10 octobre 1996  | 8 (dont 2 dans le 22)   | 28 243 (2021)                 | 73,70            | 383                | Pleurtuit                  | Pascal Guichard    |
| Communauté de communes     | CC Saint-Méen Montauban                              | 200038990 | 1er janvier 2014 | 17                      | 27 084 (2021)                 | 352,30           | 77                 | Montauban-de-Bretagne      | Philippe Chevrel   |
| Communauté de communes     | Roche aux Fées Communauté                            | 243500634 | 24 décembre 1993 | 16                      | 26 910 (2021)                 | 369,30           | 73                 | Retiers                    | Luc Gallard        |
| Communauté de communes     | Liffré-Cormier Communauté                            | 243500774 | 10 avril 2000    | 9                       | 27 563 (2021)                 | 252,30           | 109                | Liffré                     | Stéphane Piquet    |
| Communauté de communes     | Montfort Communauté                                  | 243500550 | 14 décembre 1992 | 8                       | 26 271 (2021)                 | 194,40           | 135                | Montfort-sur-Meu           | Christophe Martins |
| Communauté de communes     | Pays de Châteaugiron Communauté                      | 243500659 | 30 décembre 1993 | 5                       | 27 419 (2021)                 | 129,60           | 212                | Châteaugiron               | Dominique Denieul  |
| Communauté de communes     | CC du Pays de Dol et de la Baie du Mont Saint-Michel | 200070670 | 1er janvier 2017 | 19                      | 23 791 (2021)                 | 321,70           | 74                 | Dol-de-Bretagne            | Denis Rapinel      |
| Communauté de communes     | Couesnon Marches de Bretagne                         | 200070688 | 1er janvier 2017 | 15                      | 21 978 (2021)                 | 397,50           | 55                 | Maen Roch                  | Christian Hubert   |
| Communauté de communes     | CC de Brocéliande                                    | 243500618 | 3 décembre 1993  | 8                       | 18 988 (2021)                 | 296,90           | 64                 | Plélan-le-Grand            | Bernard Ethoré     |

## Les Pays

### LePays de Rennes
au centre, il couvre les intercommunalités suivantes :
- la métropole Rennes Métropole,
- la communauté de communes Pays de Châteaugiron Communauté,
- la communauté de communes Liffré-Cormier Communauté,
- la communauté de communes du Val d'Ille-Aubigné.

### LePays de Saint-Malo
au nord, il couvre les intercommunalités suivantes :
- la communauté d'agglomération Saint-Malo Agglomération,
- la communauté de communes Côte d'Émeraude (comprend aussi des communes des Côtes-d'Armor),
- la communauté de communes Bretagne Romantique,
- la communauté de communes du pays de Dol et de la baie du Mont-Saint-Michel.

### LePays de Fougères- Marches de Bretagne
au nord-est, il couvre les intercommunalités suivantes :
- la communauté d'agglomération Fougères Agglomération,
- la communauté de communes Couesnon Marches de Bretagne.

### LePays de Vitré- Portes de Bretagne
à l'est, il couvre les intercommunalités suivantes :
- la communauté d'agglomération Vitré Communauté,
- la communauté de communes Roche aux Fées Communauté.

### LePays de Brocéliande
à l'ouest, il comprend les communautés de communes suivantes :
- la communauté de communes de Brocéliande,
- la communauté de communes Montfort Communauté,
- la communauté de communes de Saint-Méen Montauban.

### LePays des Vallons de Vilaine
au sud, il comprend les communautés de communes suivantes :
- la communauté de communes Bretagne Porte de Loire Communauté,
- la communauté de communes Vallons de Haute-Bretagne Communauté.

### LePays de Redon et Vilaine
à l'extrème sud, il comprend :
- Redon Agglomération (comprend aussi des communes du Morbihan et de la Loire-Atlantique).

## Histoire
- 1er janvier 2002 : 
  - les communautés de communes du Bocage Vitréen et du Pays de Châteaubourg fusionnent pour créer Vitré Communauté.
  - les communes de Lillemer, Saint-Père-Marc-en-Poulet, Saint-Suliac et La Ville-ès-Nonais rejoignent la communauté d'agglomération du Pays de Saint-Malo.
- 1er janvier 2003 : la commune de Châteauneuf-d'Ille-et-Vilaine intègre la communauté d'agglomération du Pays de Saint-Malo.
- 1er janvier 2004 : la commune de Nouvoitou quitte la communauté de communes du Pays de Châteaugiron pour rejoindre Rennes Métropole tandis que la commune de Bourgbarré, isolée, y adhère.
- 1er janvier 2005 : 
  - la commune de Noyal-sur-Vilaine quitte Rennes Métropole pour rejoindre la communauté de communes du Pays de Châteaugiron.
  - les communes de Miniac-Morvan et du Tronchet rejoignent Saint-Malo agglomération.
- 1er janvier 2008 : la commune de La Bouëxière, isolée, adhère à la communauté de communes du Pays de Liffré.
- 1er janvier 2009 : 
  - la commune de Saint-Symphorien, créée le 1er janvier 2008 et faisant depuis partie de la communauté de communes de la Bretagne romantique, adhère à la communauté de communes du Val d'Ille.
  - La commune de Saint-Jouan-des-Guérets intègre Saint-Malo agglomération.
- 1er janvier 2010 : la commune d'Ossé quitte Vitré Communauté pour rejoindre la communauté de communes du Pays de Châteaugiron.
- 1er janvier 2012 : la commune de Piré-sur-Seiche quitte la communauté de communes de la Roche-aux-Fées pour rejoindre la communauté de communes du Pays de Châteaugiron.
- 1er juillet 2012 : la commune de Laillé quitte la communauté de communes du canton de Guichen pour rejoindre Rennes métropole.
- 1er janvier 2013 : la commune de Dinard intègre la communauté de communes de la Côte d'Émeraude.
- 1er janvier 2014 : 
  - les communautés de communes du Pays Guerchais, du Pays de Bécherel et Pipriac communauté disparaissent ;
  - Les communes de Bais et Rannée quittent la communauté de communes de la Roche-aux-Fées pour intégrer Vitré Communauté en compagnie des communes du Pays Guerchais.
  - Pour le Pays de Bécherel, les communes de Langan, Romillé, La Chapelle-Chaussée, Miniac-sous-Bécherel et Bécherel rejoignent Rennes Métropole, les communes de Saint-Brieuc-des-Iffs, des Iffs et de Cardroc rejoignent la communauté de communes de la Bretagne Romantique, les communes d'Irodouër et de Saint-Pern rejoignent la communauté de communes de Saint-Méen Montauban.
  - Pour Pipriac communauté, les communes de Bruc-sur-Aff, Lieuron, Pipriac, Saint-Ganton, Saint-Just et Sixt-sur-Aff rejoignent la communauté de communes du Pays de Redon et les communes de Guipry, Lohéac et Saint-Malo-de-Phily rejoignent Vallons de Haute-Bretagne communauté
  - Les communautés de communes du Pays de Montauban-de-Bretagne et du Pays de Saint-Méen-le-Grand fusionnent pour créer la communauté de communes de Saint-Méen Montauban.
  - Les communautés de communes du canton de Guichen et Maure de Bretagne communauté fusionnent pour créer Vallons de Haute-Bretagne communauté.
  - La commune de Messac quitte la communauté de communes de Moyenne Vilaine et du Semnon pour rejoindre Vallons de Haute-Bretagne communauté.
- 1er janvier 2015 : la communauté d'agglomération Rennes Métropole devient une métropole
- 1er janvier 2017
  - les communautés de communes du Pays d'Aubigné et du Pays de Saint-Aubin-du-Cormier disparaissent et sont scindées :
    - la majorité des communes du Pays d'Aubigné (Andouillé-Neuville, Aubigné, Feins, Gahard, Montreuil-sur-Ille, Mouazé, Saint-Aubin-d'Aubigné, Sens-de-Bretagne et Vieux-Vy-sur-Couesnon) rejoignent la communauté de communes du Val d'Ille qui prend le nom de « communauté de communes Val d’Ille-Aubigné », alors que Romazy rejoint la communauté de communes Couesnon Marches de Bretagne ;
    - la majorité des communes du Pays de Saint-Aubin-du-Cormier (La Chapelle-Saint-Aubert, Saint-Christophe-de-Valains, Saint-Georges-de-Chesné, Saint-Jean-sur-Couesnon, Saint-Marc-sur-Couesnon, Saint-Ouen-des-Alleux et Vendel) rejoignent la communauté d'agglomération Fougères Agglomération et les quatre autres (Gosné, Livré-sur-Changeon, Mézières-sur-Couesnon et Saint-Aubin-du-Cormier) sont intégrées dans la communauté de communes du Pays de Liffré.

  - Les communautés de communes de la Baie du Mont Saint-Michel et du Pays de Dol-de-Bretagne et de la Baie du Mont Saint-Michel fusionnent pour créer la communauté de communes du pays de Dol et de la Baie du Mont Saint-Michel.
  - Les communautés de communes Fougères communauté et Louvigné communauté fusionnent pour créer la communauté d'agglomération Fougères agglomération avec sept communes issues de la communauté de communes du Pays de Saint-Aubin-du-Cormier.
  - Les communautés de communes du canton d'Antrain et du Coglais fusionnent pour créer la communauté de communes Couesnon Marches de Bretagne avec une commune issue de la communauté de communes du Pays d'Aubigné.
  - Les communautés de communes de Moyenne Vilaine et Semnon et du Pays de Grand-Fougeray fusionnent pour créer la communauté de communes Bretagne Porte de Loire Communauté.
  - La commune de Tréméreuc quitte la communauté de communes Rance - Frémur pour rejoindre la communauté de communes de la Côte d'Émeraude.
  - La commune des Fougerêts quitte la communauté de communes du pays de La Gacilly pour rejoindre la communauté de communes du pays de Redon.
- 1er janvier 2018 : La communauté de communes du Pays de Redon devient Redon Agglomération
- 1er janvier 2023 : la commune de Beaussais-sur-Mer quitte la CC Côte d'Émeraude pour rejoindre Dinan Agglomération[19].